# 아이다촌 (구마모토현)
아이다촌(일본어: 藍田村)은 일본 구마모토현 구마군에 설치되었던 촌이다. 현재의 히토요시시에 해당한다.

## 역사
- 1889년 4월 1일 - 정촌제 시행에 의해 아이다촌이 성립하였다.
- 1942년 2월 11일 - 히토요시정, 니시제촌, 나카하라촌과 합병해 히토요시시가 성립, 동일 아이다촌은 폐지되었다.

## 교육
- 藍田村立東間国民学校（現在の人吉市立東間小学校）
- 藍田村立大畑国民学校（現在の人吉市立大畑小学校）

## 참고 문헌
- 角川日本地名大辞典編纂委員会, 『角川日本地名大辞典 43 熊本県』1987, 角川書店